# اندیس کلوته اشرفو
کلوته اشرفو یک اندیس غیرفلزی است که در حوالی شهر زرین استان یزد قرار دارد و مادهٔ معدنی موجود در آن، باریت است.  